# BRVM Composite
Le BRVM Composite est un indice boursier africain créé avec la base 100 le 16 septembre 1998. 

## Composition
Le BRVM Composite est constitué de l'ensemble des entreprises cotées à la Bourse régionale des valeurs mobilières de l'UEMOA (BRVM).

## BRVM 10
Le BRVM 10 est constitué des 10 valeurs boursières les plus actives du marché des actions à la BRVM,. À l'instar du BRVM Composite, cet indice boursier de la Bourse régionale des valeurs mobilières de l'UEMOA a été créé le 15 septembre 1998, avec une base 100 correspondant à la valeur à cette date. En 2023, il est remplacé par le BRVM 30.
Au 1er trimestre 2011, l'indice se composait des titres suivants :
| Entreprise  | Pays          |
| ----------- | ------------- |
| ECOBANK TG  | Togo          |
| SONATEL SN  | Sénégal       |
| SAPH CI     | Côte d'Ivoire |
| PALMCI      | Côte d'Ivoire |
| CIE CI      | Côte d'Ivoire |
| ONATEL BF   | Burkina Faso  |
| TOTAL CI    | Côte d'Ivoire |
| SOGB CI     | Côte d'Ivoire |
| UNILEVER CI | Côte d'Ivoire |
| SGBCI       | Côte d'Ivoire |